# Camarões nos Jogos Olímpicos de Verão de 1976
Durante os Jogos Olímpicos de Verão de 1976 em Montreal, Canadá, Camarões, junto com muitas outras nações africanas, boicotou a edição devido a participação da Nova Zelândia, que ainda tinha ligações esportivas com a África do Sul.
Atletas de Camarões, Egito, Marrocos e Tunísia competiram de 18 a 20 de julho antes de esses países desistirem dos Jogos.

## Resultados por Evento

### Ciclismo
Equipes contra o relógio masculino
- Joseph Kono, Maurice Moutat, Henri Mveh, e Nicolas Owona — não terminou (→ 28º lugar)